# Erycibe impressa
Erycibe impressa är en vindeväxtart som beskrevs av Hoogl. Erycibe impressa ingår i släktet Erycibe och familjen vindeväxter. Inga underarter finns listade i Catalogue of Life.